# Norrköping Dolphins
Norrköping Dolphins ist ein schwedischer Basketballverein aus Norrköping.

## Geschichte
Der Verein wurde 1963 als Hageby Basket gegründet. Im Jahr 1980 wurde Hageby schwedischer Meister.
Mittlerweile in Norrköpping Dolphins umbenannt, wurde 1998 die zweite Meisterschaft gewonnen. Danach belegte man in der regulären Saison regelmäßig einen Platz unter den besten vier, schaffte es in den Play-offs aber nicht mehr ins Finale. In der Saison 2003/04 steigerte sich die Mannschaft und scheiterte erst im Finale an LF Basket Norrbotten, einer Mannschaft, gegen die man noch weitere enge Duelle hatte. Nach einigen durchwachsenen Jahren revanchierten sich die Dolphins 2010 gegen Norrbotten und gewannen ihren dritten Meistertitel.
Ebenfalls im Jahr 2010 gewannen die Dolphins als einziger nicht-baltischer Verein den Challenge-Cup der Baltic Basketball League. Das Hinspiel des Finals, in dem KK Prienai aus Litauen Gegner war, verlor man 77:87. Durch einen hohen 107:72-Sieg im Rückspiel sicherte sich die Mannschaft den Titel.
Nach diesem erfolgreichsten Jahr der Vereinsgeschichte gelang man auch 2011 ins Endspiel um die schwedische Meisterschaft. Diesmal unterlag das Team den Sundsvall Dragons. In der Saison 2011/12 waren die Dolphins schon in der Hauptrunde das dominierende Team, erreichte in den Play-offs das Endspiel und gewann die Final-Serie gegen Södertälje Kings mit 4:2.
In der näheren Vergangenheit nahm der Verein regelmäßig an der EuroChallenge teil. In den Saisons 2010/11 und 2012/13 kam man dort jeweils unter die besten 16 Vereine.

## Halle
Der Verein trägt seine Heimspiele in der 3.500 Plätze umfassenden Stadium Arena aus.

## Erfolge
- 4× Schwedischer Meister (1980 (als Hageby Basket), 1998, 2010, 2012)
- 2× Schwedischer Vizemeister (2004, 2011)
- Sieger Challenge Cup der Baltic Basketball League (2010)

## Bekannte Spieler
| - Bo Dukes 1983–85 - / Bill Magarity 1993/94 - / Paul J. Burke 1995/96, 1999/2000, 2006–09 - / Narcisse Ewodo 2000 - Wayne Bernard 2004/05 - Thomas Soltau 2007 | - George Gervin jr. 2008–11 - Joakim Kjellbom 2008–11, seit 2013 - / Randall Hanke 2011–2012 - Martin Ringström seit 2011 - Christian Maråker seit 2012 |